# Dolomius perrieri
Dolomius é um gênero de coleóptero da tribo Callidiini, na qual compreende uma única espécie Dolomius perrieri.